# Os cuneiforme

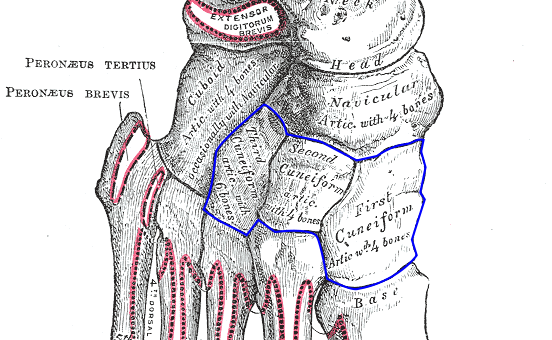
Keilbeine des Menschen

Schema der Fußknochen des Menschen: Die Ziffern 1–3 bezeichnen die Keilbeine

Als Os cuneiforme (lat. für „Keilbein“, Plural Ossa cuneiformia) oder Os tarsale werden drei Knochen bezeichnet, die ein Bestandteil der Fußwurzel des Fußes sind. Sie liegen zwischen dem Kahnbein (Os naviculare) und dem 1. bis 3. Mittelfußknochen. 

## Bezeichnungen
Die deutschsprachige Bezeichnung Keilbeine weist auf die Keilform dieser Knochen hin, was zur Verwechslung mit dem Keilbein des Schädels (Os sphenoidale) führen kann. Die Keilbeine werden vom inneren (medialen) Fußrand in Richtung des äußeren (lateralen) Fußrandes mit den Zahlen 1 bis 3 nummeriert (→ Mittelfußknochen). Alternativ zu den Nummerierungen kann man den Keilbeinen auch die folgenden Namen geben:
- Das erste Keilbein wird auch als inneres Keilbein, Os cuneiforme mediale oder Os tarsale primum bezeichnet und ist der größte der drei Knochen.
- Das zweite Keilbein wird auch als mittleres Keilbein, Os cuneiforme intermedium oder Os tarsale secundum bezeichnet und ist der kleinste der drei Knochen.
- Das dritte Keilbein wird auch als äußeres Keilbein, Os cuneiforme laterale oder Os tarsale tertium bezeichnet.

## Gelenkflächen
Die nach vorne (distal) gerichteten Seiten der Keilbeine weisen Gelenkflächen für den 1. bis 3. Mittelfußknochen auf. Die mit den Mittelfußknochen gebildeten Gelenke werden Tarsometatarsalgelenke (Articulationes tarsometatarsales) genannt und sind ein Bestandteil der Lisfranc-Gelenklinie. Nach hinten (proximal) besitzen die Keilbeine Gelenkflächen für das Kahnbein. Die hier gebildeten Gelenke werden in der Einzahl als Articulatio cuneonavicularis bezeichnet und entsprechend der Keilbeine nummeriert.

## Keilbeine und Quergewölbe
Die zum Fußrücken (Dorsum pedis) hin gelegenen Seiten der Keilbeine sind breiter als die zur Fußsohle (Planta pedis) gelegenen Seiten. Dadurch erhalten die Keilbeine eine Keilform. Durch diese Form bilden sie wie die Steine eines gemauerten Brückenbogens das Quergewölbe des Fußes. Die Keilform findet sich auch in den Basen der Mittelfußknochen wieder.